# Simon család
A barbácsi nemes Simon család egy 17. században kiváltságolt magyar nemesi család, melynek több ága is van. A család tagjai főként a Dunántúlon éltek.

## A Barbácsi nemes Simon család származása
A család nemesi okvelelét 1637. december 24-én adta át Pozsonyban III. Ferdinánd magyar király Simon vagy Barbacsy Benedeknek és gyermekeinek, Jánosnak és Erzsébetnek.
 Nemesi sorba való emelkedésüket 1638. április 26-án hirdették ki nyilvánosan is Vas vármegye Szombathelyen tartott közgyűlése előtt.
 Az eredeti nemesi oklevél a MNL. Győr-Moson-Sopron Megyei Levéltárban található restaurált állapotban. 
A digitalizált nemesi oklevél, és annak fordítása, valamint a címer rekonstrukciója megtalálható a "Topotéka Fehérvárcsurgó" internetes oldalon, az 1002784 sz. képen. 

## A család címere.
Kerektalpú tárcsapajzs kék mezejében, zöld talajon – heraldikailag stilizált – két hátsó lábán álló, jobbra lépő, veres nyelvű, kettős farkú (arany) oroszlán száját kitátva, mindkét mellső lábával egy kivont (arany markolatú) ezüst kardot – pallost – tart.
A pajzs felső részén – heraldikailag stilizált – jobbra forduló, zárt (arany) rostélyú, (ezüst) tornasisak nyugszik, (arany) koronával. A sisakkoronából kinövő helyzetű, térdig érő veres ruhát viselő (fekete bajszos) vitéz, fejét fekete magyaros süveg fedi. Felemelt jobb kezében egy (hasonlóan) kivont (arany markolatú) ezüst kardot – szablyát –, baljában pedig hajánál fogva, egy levágott török fejet tart.
A sisakkorona alól – heraldikailag jobbról – kék és (a fonákja) arany míg  – heraldikailag balról – veres és (a fonákja) ezüst sisaktakaró bukik alá a pajzs két széléig kiterjedően, magát a pajzsot megfelelően ékesítve, miként ez az oklevelünk felső részén a festő keze által művészien saját színeivel világosan megfestve látható.

A család egy része a következő címert viseli: Kék alapon zöld síkon álló vörös dolmányos és nadrágos, sapkás, arany öves és csizmás vitéz. Jobb kezével ezüst kardot emel, baljában levágott bajszos török fejet tart a hajánál fogva. Mellette arany oroszlán ezüst kardot emel a vitéz felé fordulva. Sisakdísz: a pajzsbeli vitéz, deréktől növekedően. Takarók: kék-ezüst, vörös-arany.

## Leszármazás.
A nemesség szerzők Vas vármegyében laktak. Jánosnak három fia volt, András, Mihály, Bálint.

András legidősebb fia Ádám a Zala vármegyei Reziben igazolta nemességét.

András másik fia Mihály a Moson vármegyei Magyaróváron igazolta nemességét 1732-1768 közt.
A helytartótanács által elrendelt nemesség vizsgálat igazolta Mihály nemességét, bár a Moson vármegyei tiszti ügyész szerint a címeres levélben vakarás észlelhető az Erzsébet szó után.

Mihály a Simon alias Barbatsy (Barbaczy) nevet viselte.Mihály legidősebb fiának Jánosnak a leszármazottjai Győrben, majd Nagyszombatban éltek. A Barbatsy Simon nevet viselték.

Mihály egyik unokája Magyar Lovas nemes Barbatsy József nemesség igazolást kapott Moson vármegyétől 1824-ben.

## A család bárói ága. A Barbácsi és Vitézvári báró Simonyi család.
Mihály egyik fia Pál (1733-1790) a Szabolcs vármegyei Nagykállóra költözött.Ő már a Simon nevet viselte, és a Barbácsi nemesi előnevet.
Egyik fia József (1771-1832) a "legvitézebb huszár" jelzőt érdemelte ki.
 Óbesteri (ezredesi) rangig vitte, 1804-ben osztrák bárói címet kapott, a Simon családnév helyett Simonyi nevet s a "Vitézvári" nemesi előnevet I.Ferenc királytól.1815-ben magyar bárói címet kapott.A Császári Lipót-Rend parancsnoka, a Mária Terézia-Rend lovagja, az orosz Szent György rend lovagja.
Fia Lajos (1824-1894) 1875-1876 közt közmunka, és kereskedelemügyi miniszter volt.

Leánya Katalin (1826-1899) Hanen-Ebersteini Hertwick Mór tábornok felesége.

Velük kihalt a család bárói ága.

## A kisnemesi ágak leszármazása.
Simon Pál másik fia János 1829-ben a Szabolcs vármegyei Laskodon élt, s a Simonyi családnevet viselte.
A társnemességszerző János középső fiának, Mihálynak három fia volt.
Legidősebb fiának Györgynek Mihály, István, György nevű fiai a Győr vármegyei Gyömöre községben éltek.

1820 decemberében Győr vármegye közgyűlése előtt bemutatták Fejér vármegye nemesi bizonyságlevelét, melyet 1780. március 7-én állítottak ki. A bemutatók a Koroncói lakos Simon Imre, testvére a Pápai lakos Simon Mihály. A levélben bele volt foglalva Simon Imre, s atyjuk Simon Mihály is.
A nemesi bizonyságlevelet kapták: Gyömörői (Gyömörei) lakos Simon Mihály, s fia Imre, István s fiai Ferenc, Mihály.György (mindannyian Simon György fiai.) Továbbá Simon György testvérei, a Fejér vármegyei, Kálozi Simon Ádám, idősebb Simon Mihály, s fiai István, Mihály, János, Ferenc.
 György és testvérei atyja Mihály, ezé János, s azé Benedek.Simon Mihály részére Moson vármegye által 1738-ban kiadott bizonyságlevélből kitűnik hogy Simon Benedek s fia János 1637-ben címeres levelet nyert.
A társnemességszerző János legkisebb fiának, Bálintnak a fia Gergely a Fejér vármegyei Polgárdiban élt.
Gergely fiai közül István, György, János, Mihály Polgárdiban igazolták nemességüket 1780-ban.
Gergely többi fiai közül Antal a Somogy vármegyei Tabon élt 1793-ban,
míg Márton a Fejér vármegyei Pátkára költözött.Egy másik fiú Imre Aradi lakos 1820-ban, fia Imre Temesváron élt 1841-ben.

1840-ben Nagyenyeden Alsó-Fejér vármegyében igazolta nemességét, és Simon Benedektől való leszármazását Simon János.
A (Fehérvár)Csurgón élő Simon Márton, Ferenc, Péter, Ferencnek fiai: Péter és Ferenc 1770-ben Komáromban, nemességvizsgálat kapcsán tanúvallomással igazolták nemességüket és Simon Benedektől való leszármazásukat.
Komárom vármegye 1779. április 13-án ismét nemességigazolást állít ki a  Csurgón élő Simon Márton és Ferenc számára, amelyet Fejér vármegye 1779.szeptemberi közgyűlésén hirdet ki és jegyzőkönyvez.
A család ágai viselték a Simon családnév mellőzésével a Barbátsy, Barbácsy családnevet is.
Tolna vármegyében igazolta nemességét Barbácsy Antal, s leszármazását a nemesség szerző Benedektől 1825-ben.
Simon Ferenc Tolna vármegyéből Krassó vármegyébe költözött, s ott a közgyűlés előtt nemesi bizonyítványát kihirdette 1826-ban.
Elterjedt kisnemesi család napjainkban, főleg Fejér megyében.